# Hoffmann Group
Die Hoffmann Group ist im Handel und der Herstellung von Werkzeugen, Betriebseinrichtungen und persönlicher Schutzausrüstung aktiv und bietet die dazu gehörigen Beratungs- und Dienstleistungen an. Der Hauptsitz ist in München. Die Hoffmann Group beschäftigt rund 4000 Mitarbeiter und erzielte im Jahr 2022 einen Umsatz von rund 1,4 Mrd. Euro.

## Geschichte
Im Jahr 1919 gründete Josef Hoffmann die Hoffmann K.G. Qualitätswerkzeuge in München. Das Firmengebäude wurde im Zweiten Weltkrieg  ausgebombt. In der Nachkriegszeit gelang seinem Sohn Franz Hoffmann der Wiederaufbau. 1973 wurde die Eigenmarke Garant eingeführt.
Die Gründung der Hoffmann Gruppe erfolgte im Jahr 1993 zusammen mit der Hch. Perschmann GmbH aus Braunschweig, der Gödde GmbH & Co. KG aus Köln und der Oltrogge & Co. KG aus Bielefeld. Später kam die SFS aus der Schweiz dazu. Im Jahr 2003 wurde die Hoffmann Gruppe in Hoffmann Group umbenannt.
Im Jahr 1995 begann die Internationalisierung mit Lizenzpartnern in Spanien, der Schweiz und Slowenien. 2001 erfolgte die Gründung von Hoffmann Frankreich. Zwei Jahre später eröffnete die Niederlassung in Italien. Aktuell ist die Gruppe weltweit mit insgesamt 69 Niederlassungen und Partnern aktiv. In Europa hat sie 440 Standorte.
2012 wurde das Unternehmen Garant Productions in Reutlingen, das Betriebseinrichtungsprodukte produziert, gegründet. Im Juni 2017 übernahm Hoffmann das Berliner Start-Up Contorion, einen digitalen Fachhändler für Handwerks- und Industriebedarf. 2022 wurde Hoffmann von der Schweizer SFS übernommen.

## Geschäftsführung
Nach dem Gründer Josef Hoffmann trat 1932 sein Sohn Franz in das Unternehmen ein. Dieser setzte 1996 den Mann seiner Enkeltochter, Bert Bleicher, als Nachfolger ein. Bleicher leitete die Hoffmann Group bis 2013 als geschäftsführender Gesellschafter.

## Sortiment
Das Kerngeschäft der Hoffmann Group ist der Handel und die Herstellung von Qualitätswerkzeugen zur Metallbearbeitung. Dementsprechend wird ein Vollsortiment an Werkzeugen zum Zerspanen, Fräsen, Bohren, Drehen, Spannen, Messen und Schleifen von Metallen angeboten. Darüber hinaus gibt es Betriebseinrichtungen wie Werkstattschränke, Werkstattwagen, Werkbänke sowie persönliche Schutzausrüstung und Handwerkzeuge.
Das Unternehmen hat über 500 Marken im Produktportfolio, darunter auch zwei Hausmarken: Die Marke Garant bietet seit 1973 Werkzeuge in Premiumqualität, die preisgünstigere Marke holex wurde 1983 eingeführt. In Deutschland war die Hoffmann Group im Jahr 2018 der drittgrößte Hersteller von Zerspanungswerkzeugen.
Das Sortiment wird seit dem Jahr 1936 in einem Katalog präsentiert, der mittlerweile vier Bände umfasst und in 18 Sprachen erscheint. Aus Umweltschutzgründen – um den Papierverbrauch um 1.000 Tonnen pro Jahr zu senken – erscheint er seit 2021 nur noch alle zwei Jahre. Im aktuellen Katalog 2023/2024 sind 120.000 Produkte aufgelistet. Seit 2000 sind alle Katalogartikel auch online über den Online-Shop der Hoffmann Group bestellbar. Dort sind aktuell über 500.000 Artikel erhältlich.
Um die Digitalisierung und Automatisierung in der Fertigung bei kleinen und mittleren metallbearbeitenden Unternehmen voranzutreiben, bietet die Hoffmann Group unter anderem die Software „Connected Manufacturing“ für die digitale Werkzeug-Verwaltung sowie automatisierte Beladesysteme für Werkzeugmaschinen an.

## Logistik
Im Jahr 2009 eröffnete die Hoffmann Group in Nürnberg ein neues Werkzeuglogistikzentrum.  2014 wurde ein Logistikzentrum für Betriebseinrichtungen in Odelzhausen eröffnet.
In  Nürnberg-Langwasser wurde 2021 das neue Zentrallager und Technologiezentrum „LogisticCity“ errichtet.

## Hoffmann Group Foundation
2006 hat die Hoffmann Group die Hoffmann Group Foundation gegründet. Die Stiftung unterstützt Einrichtungen, die benachteiligte und traumatisierte Kinder und Jugendliche fördern.